# Casa do Cível
A Casa do Cível, composta por um governador, ouvidores ou sobrejuízes, era um dos tribunais superiores do Reino de Portugal.
No reinado de D. João I, foi criado o cargo de regedor e governador da Casa do Cível de Lisboa.
Cabia-lhe julgar os crimes mais graves e apreciar as apelações de sentenças de tribunais inferiores. Partilhava estas competências com a Casa da Suplicação.
Os casos eram distribuídos pelos dois órgãos de acordo com o local onde ocorriam.
Por carta régia de 27 de Julho de 1582, Filipe I extinguiu este organismo e deu regimento interno à referida Casa da Suplicação, que fixou na capital, tendo ficado com as competências que anteriormente pertenciam à Casa do Cível.